# Alexander Muir
Alexander Muir (5 avril 1830 - 26 juin 1906) était un auteur-compositeur, poète, soldat, et directeur d'école canadien-anglais. Il est l'auteur du chant patriotique The Maple Leaf Forever, qu'il a écrit en octobre 1867 pour célébrer la Confédération canadienne.

## Enfance et éducation
Muir a immigré à Toronto de Lesmahagow, Écosse, en 1833. Il a grandi à Toronto, Ontario où il a été éduqué par son père. Muir a ensuite étudié à Université Queen's, où il obtient son diplôme en 1851.

## Patrimoine
La ville de Toronto a un jardin commémoratif en son honneur, sur la rue Yonge dans la région d'East York.